# 梵蒂冈城国车牌

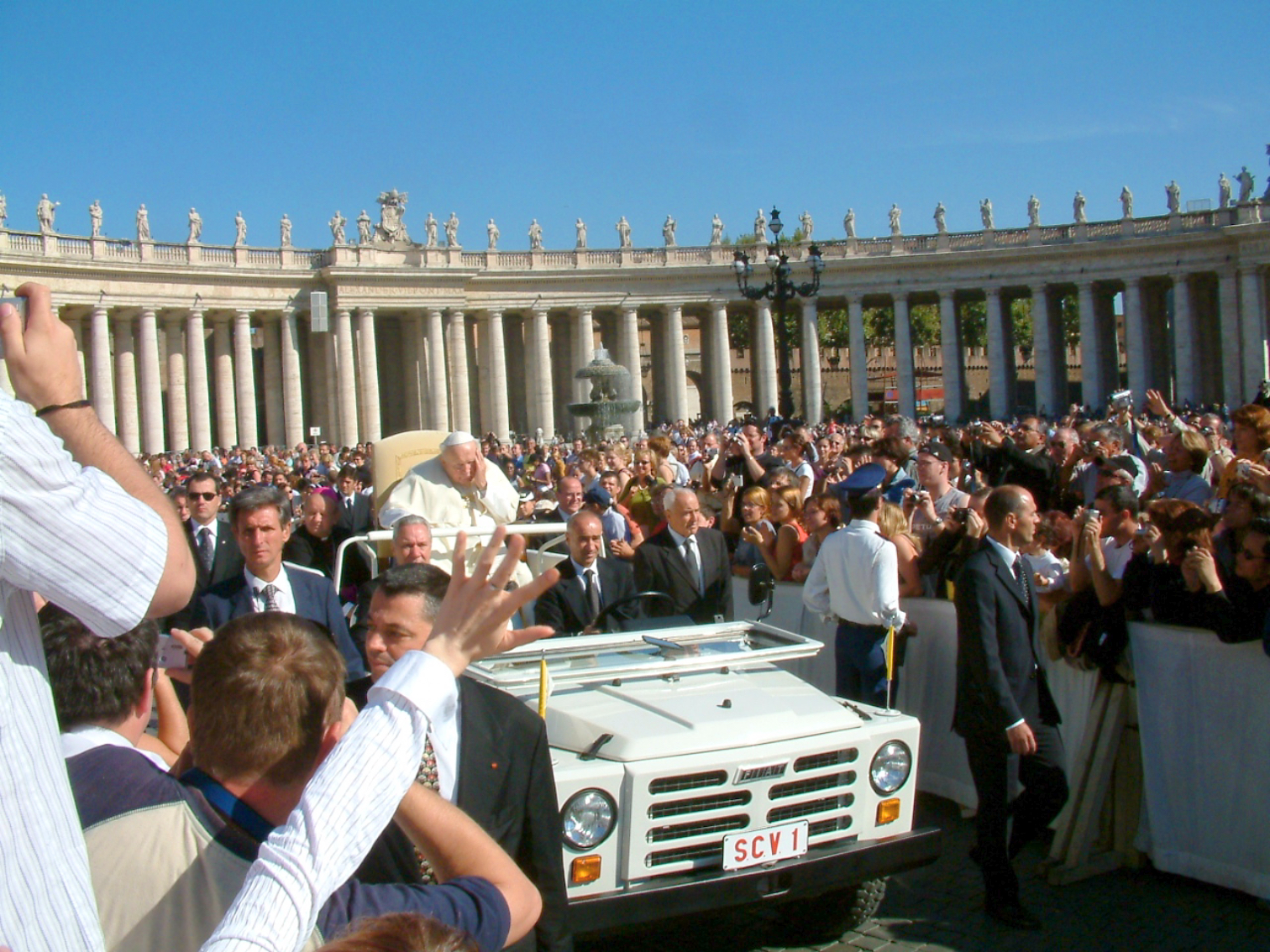
教宗約翰保罗二世在梵蒂岡城國的教宗座駕上，梵蒂岡注册号為 SCV1

梵蒂岡城車牌適用於在梵蒂岡註冊的車輛，其由梵蒂岡中央辦公室負責監管。

## 歷史
1930年，规范意大利和梵蒂冈之间的关系的《拉特蘭條約》簽署的前一年，梵蒂岡車牌首次簽發。车牌最初以带有印有教宗徽章的铅封安装並固定在车辆上。
第一批車牌與目前使用的車牌類似，白底黑字，標上字母“S.C.V.”，以及不定位數的數字。摩托車和農用拖拉機車牌上的第一個數字為零。
1960年代之前，數種車牌格式被同時混用；1960年，梵蒂岡規範車牌格式，该格式保留了每个字母后的点，尺寸與当时的意大利车牌相同，為：后车牌为275 x 200毫米，前车牌为267 x 62毫米。
在1981中，後车牌經過修改，尺寸為單行300×100毫米。
為簡化生產，梵蒂岡車牌與義大利車牌一起在義大利國家印刷研究所的福賈工廠製造。因此，一直以來所使用的字體與義大利車牌相同。
教宗座駕的車牌以往為白底紅字的”SCV“加上1-10的單位數字，但已於2002年六月被廢除。其後所有教宗座駕均爲白底紅字的“SCV 1”。

梵蒂岡的國際車輛登記代碼

## 現行車牌系統

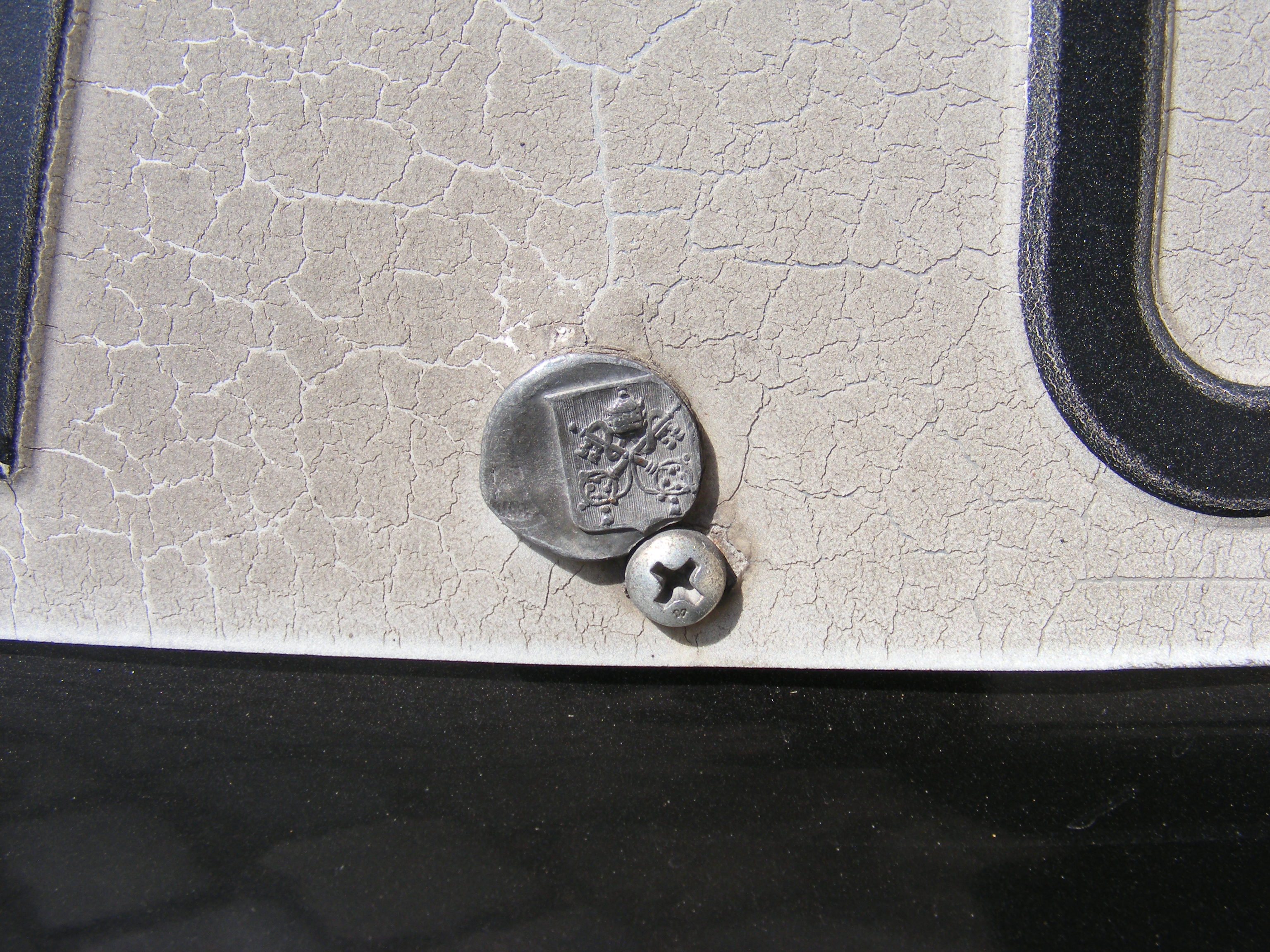
帶有教宗徽章的鉛封

現行製度於1988年1月31日引入，將車輛以注冊者身份分爲兩種，一種是在梵蒂岡擁有合法居留權或住所的公民所擁有的私家車（首字母為“CV”），令一種為官方或神職人員的車輛（首字母為“SCV”）。除臨時車牌外，字母后代表省略的點被取消，並在字母和數字之間加上一個空格。用於固定車牌的鉛封上帶有梵蒂岡徽章，由梵蒂岡車輛登記處辦公室手工製造，因此沒有明確的標準，直徑約8至12mm。
新格式在外觀上改至與1985-1994時期的義大利車牌相似，因此與先前的格式不同。
從2011開始，因為為梵蒂岡生產車牌的義大利改變了其車牌格式，梵蒂岡車牌也沿用歐盟標準輕微修改了前板的高度（從115毫米變為109毫米）。

### 汽車

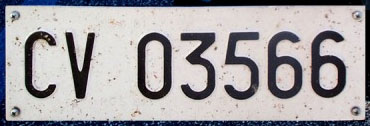
梵蒂岡城居民或合法居住公民車輛的前車牌格式

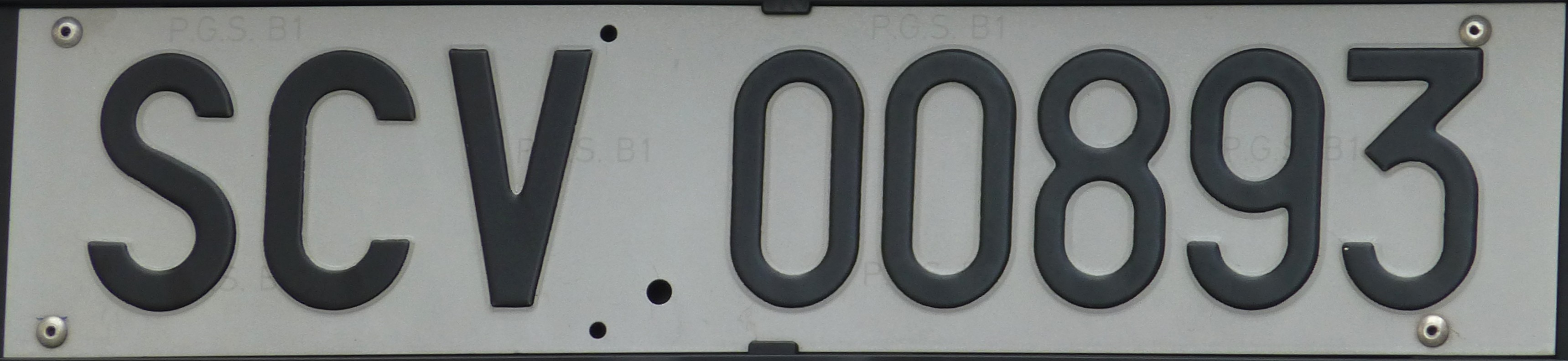
在梵蒂岡城註冊的官方汽車後車牌

機動車輛配備前後雙車牌，私人車輛和官方車輛的尺寸相同：
- 前車牌：高57毫米，寬28毫米，厚6毫米；

- 後車牌：高80毫米，寬40毫米，厚10毫米；

首字母縮寫「CV」或「SCV」後面跟著5位依注冊順序遞增的數字。

### 摩托車、輕型摩托車和拖拉機系列

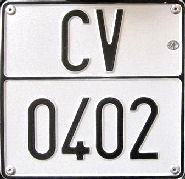
2009年以前的摩托車牌

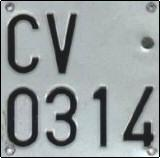
現今的摩托車牌。

摩托車、踏板車、輕型摩托車和拖拉機僅有正方形後車牌，帶有黑色邊框，尺寸為177 × 177毫米，車牌號碼分為兩行展示，2009年2月前以黑綫分割。第一行中間有縮寫“CV”或“SCV”，後面是鉛封，第二行是四位數字，依注冊順序從0001開始遞增。字母“CV”或“SCV”與編號的前兩位或三位數字對齊。

### 臨時車牌
臨時車牌由金屬製成，尺寸為200 × 275毫米，格式參照意大利。臨時車牌用於貼在于義大利購買的新車或梵蒂岡出口的汽車或摩托車上，以前往或離開梵蒂岡。最上面一行有紅色的PROVA字樣，底行有黑色字母SCV，後面跟著一個漸進的黑色數字。

## 停用的車牌

### 紅衣主教和其他政要的車輛

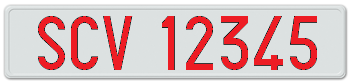
1998年之前分配給紅衣主教的特殊車牌

1930年《機動車輛流通條例》（義大利語：Regolamento per la circolazione degli autoveicoli），第1條。10號法令規定，紅衣主教和其他政要的車輛使用白底紅字的特殊車牌，后于1998年廢止。現今唯一包含紅色字符的車牌是為教宗座駕保留的車牌。

## 車牌类型
在梵蒂岡城登記的官方車輛的車牌使用前綴SCV（拉丁語：Status Civitatis Vaticanae）加上數字。而在梵蒂岡城登記的一般車輛的車牌使用前綴CV（義大利語：Città del Vaticano）后跟一串數字，教宗座驾爲“SCV 1”，須留意有多輛挂“SCV 1”車牌的座駕。

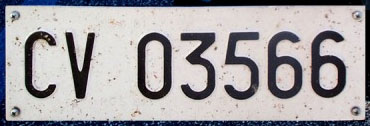
私家車前牌

梵蒂岡的國際車輛註冊代碼為V，但梵蒂岡的車牌上没有相關標識。作為《日内瓦道路交通公約》的締約國，在梵蒂岡以外地區（除意大利）駕駛时，必須在車輛後方，展示白底黑字的椭圓形登記國的识别标志。
| 車牌类型       | 車牌类型 | 車牌类型                            |
| 类型           | 例子     | 意义                                |
| -------------- | -------- | ----------------------------------- |
| 私人           |          | CV代表“梵蒂岡城”（義大利語：Civitatis Vaticanae）。    |
| 官方           |          | SCV代表“梵蒂岡城國”（義大利語：Status Civitatis Vaticanae）。 |
| 紅衣主教及政要 |          | 同上，但已廢除。                    |